# Loupe (band)
Loupe is een Amsterdams-Antwerpse indiepopband bestaand uit Lana Kooper (bas), Annemarie van den Born (drums), Abel van der Waals (gitaar) en Nina Ouattara (zang/toetsen). Hun debuutalbum Do You Ever Wonder What Comes Next? verscheen in juni 2023.

## Ontstaan
Sinds 2010 speelden Kooper en Van den Born in de Amsterdamse band Dakota. Eind 2017 verving Van der Waals gitarist Tessa Raadman die was toegetreden tot EUT. Toen zangeres Lisa Brammer in 2019 vanwege gezondheidsproblemen met de band moest stoppen, maakte de band als Loupe een nieuwe start met zangeres/songwriter Julia Korthouwer, die de overige bandleden op het Amsterdamse conservatorium leerden kennen.

## Carrière
In 2021 verscheen een eerste ep, Older, die vier tracks bevat. Met de ep Spring ’19 komen er in 2022 zes nieuwe songs bij. In juni 2023 verscheen het debuutalbum Do You Ever Wonder What Comes Next? bij Excelsior en Sinnbus (Duitsland). De Nederlandse muziekpers was lovend over het album, dat dertien nieuwe songs telt. De plaat werd geproduceerd door Arne Van Petegem (o.a. Moss, Clean Pete). NRC noemde Loupe in een vijfsterrenrecensie ‘de leukste nieuwe Nederlandse band van dit moment.’
De albumtitel kreeg ineens een nieuwe lading toen kort na de release bekend werd dat Korthouwer de band zou gaan verlaten en dat Ouattara haar plaats ging innemen. In september/oktober van 2023 toerde Loupe in de nieuwe samenstelling door Engeland, Wales en Schotland, als headliner en als support voor de band Lovejoy, in november gevolgd door een korte reeks double-bill-concerten in Nederland met Sofie Winterson.
Ondertussen werkten de leden aan nieuw materiaal. Kort na nieuwjaar 2024 verscheen de eerste single die in de nieuwe bezetting met Ouattara werd opgenomen, Tested Waters. Eind januari begon een korte tour door, opnieuw, Engeland, Wales en Schotland. In maart verscheen een tweede single, Forest of Our Memories, voorafgaand aan een tournee door Duitsland. Begin mei 2024 presenteerde de band de ep Flaws of a Circle, met de twee singles en twee nieuwe tracks.

## Discografie

### Ep's
- Older (2021)
- Spring '19 (2022)
- Flaws of a Circle (2024)

### Album
- Do You Ever Wonder What Comes Next? (2023)

### Singles
- Leave Me There (2021)
- Fair Enough (2021)
- Too Soon (2022)
- 21 (2022)
- Better Off (2022)
- Lonely Dance (2022)
- Caught in the Moment (2023)
- My Hands (2023)
- Tested Waters (2024)
- Forest of Our Memories (2024)